# Rudolf Stürzer
Rudolf Stürzer (* 19. September 1865 in Udine; † 4. Jänner 1926 in Wien) war ein österreichischer Schriftsteller und Journalist.

## Leben

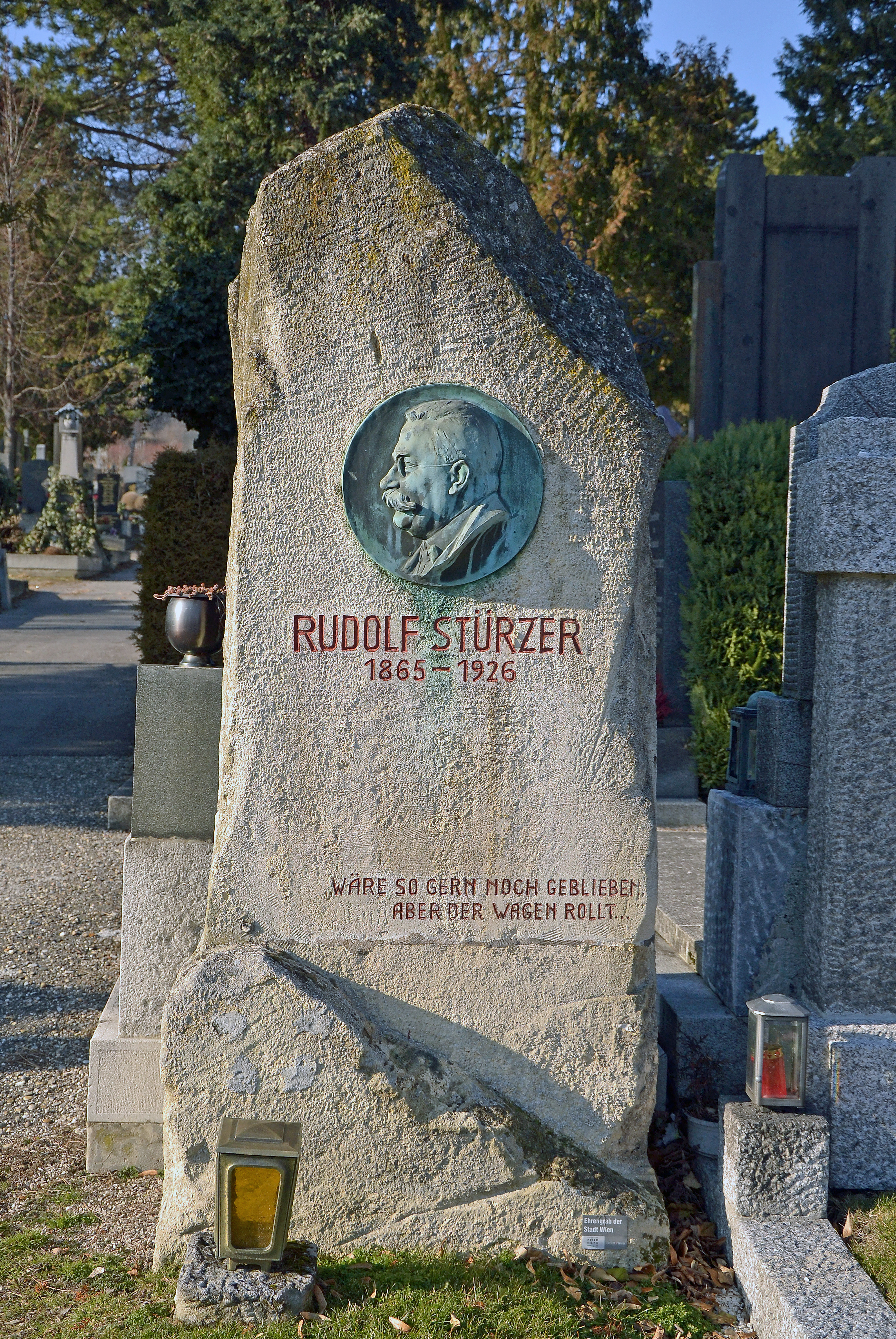
Ehrengrab auf dem Grinzinger Friedhof

Rudolf Stürzer kam als junger Mann nach Wien, wurde hier Herausgeber einer Pferdesport-Zeitschrift und Mitarbeiter der satirischen Wochenzeitschrift Die Muskete. Literaturhistoriker nennen ihn zusammen mit Vinzenz Chiavacci, Eduard Pötzl und Friedrich Kilian Schlögl als humoristischen Schilderer des Wiener Volkslebens.

„Es ist ein Wiener Grundsatz: Bevor eine Straße aufgerissen wird, muss sie vorher schön gepflastert werden. Einige Tage liegt sie dann so da in der jungfräulichen Pracht der glitzernden Granitwürfel – dann kommen Männer mit Spitzhacken und Schaufeln, reißen das schöne Pflaster auf und legen Kabel.“

Stürzer veröffentlichte zwischen 1917 und 1924 sechs Bände, die eine Sammlung seiner Sonntagsfeuilletons enthielten.
Der Schriftsteller verstarb in den Morgenstunden des 4. Jänner 1926 an den Folgen einer Venenentzündung; sein Ehrengrab befindet sich (nach Erstbestattung auf dem Wiener Zentralfriedhof) seit 10. Oktober 1928 auf dem Grinzinger Friedhof (Gruppe 18, Nummer 114 D). Die Stürzergasse in Wien-Döbling (Heiligenstadt) ist seit 1933 nach ihm benannt.

## Werkverzeichnis

### Eigene Werke
- Max Pollak, —: Der Jockey. Druck des „Sport“, Wien 1887–1889, OBV.
- — (Red.):  Sport. Officielles Organ des Wiener-Trabrenn-Vereines und des Verbandes der Oesterreichisch Ungarischen Trabrenn-Vereine-Campagne-Reiter-Gesellschaft. Wien 1892–1896, OBV.
- Bericht über meine Wahrnehmungen und Erfahrungen auf hippologischem Gebiete anlässlich meiner Reise nach Amerika November – December 1895 erstattet an das hohe k.k. Ackerbau-Ministerium. Karst, Wien 1896, OBV.
- „Engelszungen“. Ein Spiegelbild. S. n., Belgrad 1917, OBV.
- Die Lamplgasse. Heiteres Kunterbunt aus der Wiener Vorstadt. (Anhang: Erklärung der mundartlichen Ausdrücke). Burgverlag, Wien 1921, OBV.
- Auf stolzen Rossen und andere lustige Geschichten. Richter & Zöllner, Wien 1922, OBV.
- Der tote Hund und andere lustige Geschichten. Burgverlag Ferdinand Zöllner, Wien 1923, OBV.
- Wo in Wien der Wein blüht. 2. Auflage. Clauss, Wien 1923.
- Engelszungen. Szenen und Gespräche. Burgverlag, Wien 1924, OBV.
- Lustige Geschichten aus dem Wiener Leben. Tagblatt-Bibliothek, Band 163, ZDB-ID 599655-7. Steyrermühl, Wien 1924.
- Schwankende Gestalten. Burgverlag, Wien 1926.
- —, Hugo Greinz (Hrsg.): Seht’s, Leutln, so war’s. Langen Müller, München 1941, OBV.
- Seht’s Leutln, so war’s. Wiener G’schichten. Soldatenbücherei, Band 79,4, ZDB-ID 1077184-0. Oberkommando der Wehrmacht, Berlin 1944, OBV.

### Mitautor bei
- Borrmann/Groller/Stürzer (u. a.): Das große illustrierte Sportbuch. Biedenkopp, Leipzig, J.J. Arnd, 1920
- Eduard/Selig/Stürzer (u. a.): Das Wiener Bürger-Buch. Sammelband, Steyrermühl Verlag, 1924

## Verfilmungen
- 1928: Lotte, das Warenhausmädchen